# In the Land of Women
Pour plus de détails, voir Fiche technique et Distribution.
In the Land of Women, ou Au pays des femmes au Québec, est un film américain réalisé par Jon Kasdan, tourné en 2005 et sorti en 2007.

## Synopsis
Un scénariste de Los Angeles du nom de Carter Webb (Adam Brody) s'installe dans la banlieue de Detroit (Michigan) pour s'occuper de sa grand-mère malade Phyllis (Olympia Dukakis) et éventuellement se remettre d'une rupture sentimentale. Carter se lie immédiatement avec les voisins de sa grand-mère, la ménagère Sarah Hardwicke (Meg Ryan) et sa fille adolescente, Lucie (Kristen Stewart).
Les rapports qu'il construit avec ses voisines et sa grand-mère le mènent à regarder différemment sa vie et son avenir.

## Fiche technique
- Titre : In the Land of Women
- Titre québécois : Au pays des femmes
- Réalisateur :  Jon Kasdan
- Scénario : Jon Kasdan
- Photographie : Paul Cameron
- Montage : Marty Levenstein et Carol Littleton
- Musique: Stephen Trask
- Direction artistique : Margot Ready
- Décors : Sandy Cochrane, Erin Gould et Louise Roper
- Costumes : Trish Keating
- Casting : Sean Cossey, Amanda Mackey Johnson, Cathy Sandrich, Wendy Weidman (III)
- Producteurs : Steve Golin et David Kanter (producteurs) ; Barbara Kelly (producteur délégué) ; Lawrence Kasdan (producteur exécutif)
- Sociétés de production : Anonymous Content, Warner Independent Pictures et Castle Rock Entertainment
- Société de distribution : Warner Bros. (distribution à l'étranger)
- Pays d'origine :  États-Unis
- Format : Couleurs (Technicolor) — 35 mm — 2.35:1 — Son : Dolby Digital
- Genre : Comédie dramatique
- Durée : 97 minutes

## Distribution

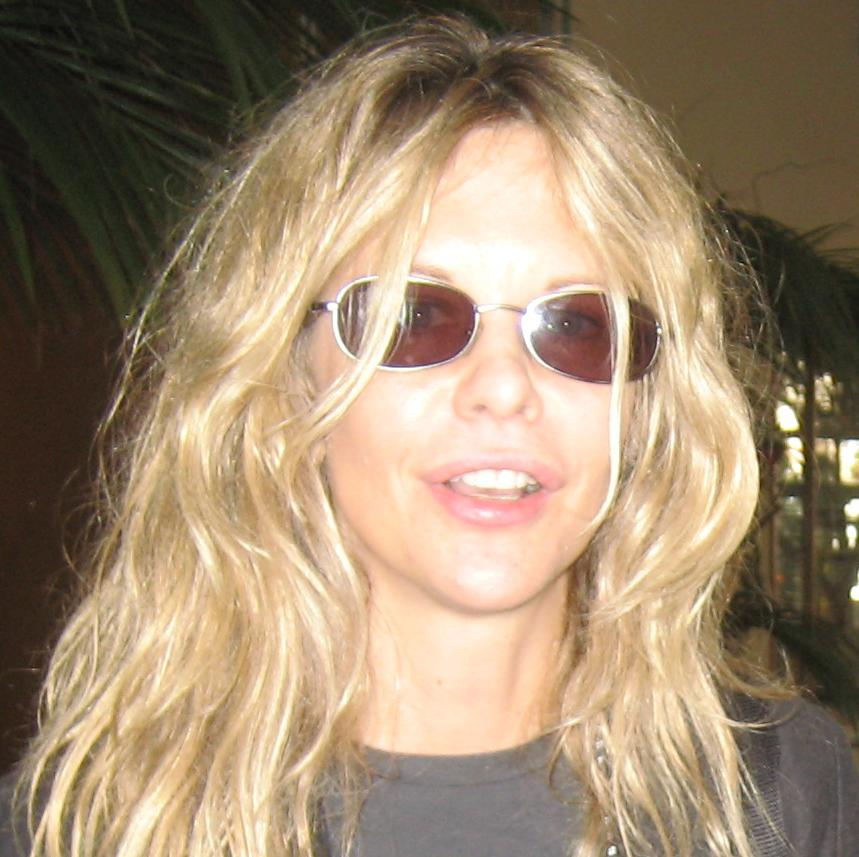
L'actrice Meg Ryan en 2007.

- Adam Brody (VF : Donald Reignoux ; VQ : Nicolas Charbonneaux-Collombet) : Carter Webb
- Kristen Stewart (VF : Marie Tirmont ; VQ : Kim Jalabert) : Lucy Hardwicke
- Meg Ryan (VQ : Natalie Hamel-Roy) : Sarah Hardwicke
- Makenzie Vega : Paige Hardwicke
- Olympia Dukakis(VQ : Élisabeth Chouvalidzé) : Phyllis, la grand-mère de Carter
- Elena Anaya (VF : Marie Giraudon ; VQ : Stéfanie Dolan) : Sofia
- Clark Gregg (VF : Jean-François Aupied ; VQ : Thiéry Dubé) : Nelson Hardwicke
- Ginnifer Goodwin (VQ : Claudia-Laurie Corbeil) : Janey
- Adrian Hough : Dr. Whitman
- Brenda James : Iris
- Dustin Milligan (VF : Damien Ferrette ; VQ : Hugolin Chevrette-Landesque) : Eric Watts
- Rob Reinis (VQ : Renaud Paradis) : Avi
- Danielle Savre : Hayley Duncan
- Christine Danielle Connolly : Tanya
- JoBeth Williams (VQ : Claudine Chatel) : Agnes Webb

 Source et légende : version française (VF) sur RS Doublage  et version québécoise (VQ) sur Doublage QC.